# Luigi Stivanello
Luigi Stivanello (Venezia, 27 gennaio 1912 – ...) è stato un calciatore italiano, di ruolo difensore.

## Caratteristiche tecniche
Giocava come terzino.

## Carriera
Fa il suo esordio nel calcio professionistico nel Venezia nella stagione 1931-1932, nella quale disputa 10 partite in Serie B. Nella stagione 1932-1933 gioca stabilmente da titolare nella squadra veneta, con cui disputa altre 27 partite nella serie cadetta. Rimane in squadra anche durante la stagione 1933-1934 e la stagione 1934-1935, chiusa con la retrocessione in Serie C: durante queste due stagioni disputa rispettivamente 10 e 16 partite, mentre nella stagione 1935-1936 (nella quale i lagunari vincono il campionato di Serie C) scende in campo in 12 occasioni.
Nel 1936 dopo cinque stagioni consecutive lascia il Venezia e si trasferisce al Catania, società con la quale nella stagione 1936-1937 gioca 6 partite in Serie B, retrocedendo in Serie C; nella Serie C 1937-1938 Stivanello gioca ancora nella squadra etnea, con la quale raccoglie 24 gettoni di presenza e realizza i primi 2 gol della sua carriera da calciatore.
A fine anno fa ritorno al Venezia, con cui nella stagione 1938-1939 (chiusa al secondo posto in classifica in Serie B, con conseguente promozione in Serie A) rimane in rosa pur senza mai giocare in partite di campionato. Viene quindi ceduto alla Salernitana: con i campani gioca la stagione 1939-1940, nella quale colleziona 2 presenze in Coppa Italia e 21 presenze (durante le quali mette inoltre a segno 2 reti) in Serie C.
Nel 1940 fa ritorno al Catania, con cui nella stagione 1940-1941 segna 2 gol in 22 presenze in Serie C, categoria in cui con i siciliani gioca poi altre 13 partite senza mai segnare nella stagione 1941-1942; dopo questo suo secondo biennio in Sicilia, lascia il Catania e si trasferisce in prestito alla Cavese, squadra nella quale durante la stagione 1942-1943 gioca 22 partite in Serie C.
In carriera ha giocato complessivamente 69 partite in Serie B.

## Palmarès

### Club

#### Competizioni nazionali
- Serie C: 1

Venezia: 1935-1936